# Diana Pérez
Diana Stephanía Pérez Borja (* 6. November 1989 in Irapuato, Guanajuato) ist eine mexikanische Fußballschiedsrichterin.
Pérez leitet seit mindestens der Saison 2018/19 Spiele in der Liga MX Femenil, der höchsten mexikanischen Frauenliga, und hatte in dieser bislang über 160 Einsätze. In der Liga de Expansión MX, der zweiten mexikanischen Herrenliga, war sie mehrmals als Vierte Offizielle im Einsatz.
Seit 2021 steht Pérez auf der Liste der FIFA-Schiedsrichter (seit 2023 auch als Videoschiedsrichterin) und leitet internationale Fußballpartien. Sie wurde als Videoschiedsrichterin beim CONCACAF W Gold Cup 2024 in den Vereinigten Staaten eingesetzt.
Ihre jüngere Schwester Priscila Pérez (* 1992) ist ebenfalls internationale FIFA-Schiedsrichterin.